# سینمای تانزانیا
سینمای تانزانیا که همچنین با نام‌های بونگو مووی (Bongo movie)، بونگووود (Bongowood) و سواحلیوود (آمیخته سواحلی، زبان رسمی تانزانیا و هالیوود) شناخته می‌شود، به صنعت فیلمسازی در این کشور اشاره دارد. بیشتر استودیوهای تولید فیلم تانزانیا در دارالسلام قرار دارند.